# Sunny Gouder
Sunny Gouder (28 febbraio 1953) è un ex calciatore maltese.

## Carriera

### Nazionale
Ha collezionato sei presenze con la propria Nazionale.